# Данијел Фокс
Данијел Фокс (рођен 21. маја 1994) је аустралијски параолимпијски пливач. Освојио је сребрну медаљу на Летњим параолимпијским играма 2012. године и златну медаљу на Игре Комонвелта 2014. године. Представљао је Аустралију на Параолимпијским играма у Рију 2016. и освојио бронзу недавно у дисциплини 200 метара слободним стилом С14. Освојио је злато на Глобалним играма, Арафура играма, Свјетском првенству, Кан-Ам шампионатима, Пара Пан Пацифик шампионатима, ЕнергиАустралиа шампионатима и Играма Комонвелта. Данијел такође држи свјетски рекорд на 50 метара слободно (24,77) и рекорд на 100 метара слободно (53,50) у С14 класификацији. Данијел Фокс је такође аустралијски амбасадор за ИНАС Глобалне игре 2019. године.

## Биографија
Активно је укључен у локалну заједницу често посјећујући своју стару средњу школу Јона Колеџ Бризбејн са циљем да „инспирише млађу генерацију и другу дјецу са потешкоћама у учењу да остварују своје снове."

## Пливање
Фокс је пливач који је класификован за S14. Тренира у Чендлер пливачком центру у Бризбејну са тренером Робом Хиндмаршом и члан је Чендлеровог пливачког клуба.
Фокс је почео да плива када је био мали. Почео је да се такмичи 2009. године као осамнаестогодишњак и дебитовао је за репрезентацију исте године када се такмичио на Глобалним играма. На том такмичењу је освојио три златне и двије сребрне медаље. Ово је био Даниелов први међународни сусрет гдје је показао потенцијал и уживао у искуству. Данијел се такмичио на Свјетском првенству 2010. године у дисциплини на 200 метара слободно за мушкарце гдје је завршио други. На Играма у Арафури 2011. године освојио је четири златне медаље. Освојио је бронзану медаљу и три златне медаље на Кан АМ шампионату 2011. године у Калифорнији. Учествовао је на државном првенству Аустралије 2012. године. Изабран је да представља Аустралију на Љетњим параолимпијским играма 2012. године у пливању у дисциплинама 200 метара слободно и леђно. На овим такмичењима, Данијел је пливао у Центру за водене спортове и пласирао се на четврто мјесто на 100 метара леђно и освојио сребро на 200 метара прсно. Овај пласман је био невјероватно близу: завршио је 0,13 секунди иза Исланђанина Јона Маргеира Сверисона. Ова достигнућа су била значајна по играма са рекордним бројем учесника (4237) Улазећи на Параолимпијске игре у Рију, Данијел је био трећи на свијету и тренирао је четири сата дневно у базену.
Даниел има дугу листу достигнућа, од којих се посебно издвајају сљедећи:
- На такмичењу на Свјетском првенству у пливању ИПК 2013. године у Монтреалу, Квебек, Канада, Фокс је освојио златну медаљу у дисциплини 200 м слободним стилом за мушкарце S14.[12]
- На Играма Комонвелта 2014. године у Глазгову у Шкотској освојио је златну медаљу у дисциплини 200 м слободно за мушкарце S14. На врућинама, Фокс је оборио свјетски рекорд који и даље држи.[13]

- На Параолимпијским играма у Рију 2016. године освојио је бронзану медаљу у дисциплини 200 м слободно за мушкарце S14. Лидере у овој трци дјелило је само 0,37 секунди на крају трке.[14] Такође се такмичио у мушкој дисциплини 100 м леђно S14 на шестом мјесту и 200 м појединачно мјешовито SМ14 за мушкарце, али се није квалификовао за финале.[15]
- У 2016. години је био стипендиста Квинслендске спортске академије.[16]

### Професионални резултати
| Догађај         | Година | Такмичење                                | Мјесто одржавања такмичења | Вријеме | Ранг   |
| --------------- | ------ | ---------------------------------------- | -------------------------- | ------- | ------ |
| 100m Backstroke | 2009   | Global Games                             | Чешка република            | 1:07.86 | Сребро |
| 50m Backstroke  | 2009   | Global Games                             | Чешка република            | 30.87   | Злато  |
| 4x50m Freestyle | 2009   | Global Games                             | Чешка република            | 1:46.90 | Злато  |
| 4x50m Medley    | 2009   | Global Games                             | Чешка република            | 1:59.62 | Злато  |
| 50m Freestyle   | 2010   | Australian Age Multi Class Championships | Канбера                    | 26.63   | Злато  |
| 100m Freestyle  | 2010   | Australian Age Multi Class Championships | Канбера                    | 57.62   | Злато  |
| 50m Butterfly   | 2010   | Australian Age Multi Class Championships | Канбера                    | 28.20   | Злато  |
| 100m Butterfly  | 2010   | Australian Age Multi Class Championships | Канбера                    | 1:04.25 | Злато  |
| 400m Freestyle  | 2010   | Australian Age Multi Class Championships | Канбера                    | 4:39.36 | Злато  |
| 200m Freestyle  | 2010   | IPC World Championships                  | Ајндховен                  | 2:03.61 | Сребро |
| 200m Freestyle  | 2011   | Pan Pacific Championships                | Емертон                    |         | Злато  |
| 100m Backstroke | 2011   | Arafura Games                            | Дарвин                     | 1:09.53 | Злато  |
| 100m Butterfly  | 2011   | Arafura Games                            | Дарвин                     | 1:04.31 | Бронза |
| 100m Freestyle  | 2011   | Arafura Games                            | Дарвин                     | 57.74   | Злато  |
| 400m Freestyle  | 2011   | Arafura Games                            | Дарвин                     | 4:31.39 | Злато  |
| 50m Freestyle   | 2011   | Arafura Games                            | Дарвин                     | 25.87   | Сребро |
| 200m Freestyle  | 2011   | Arafura Games                            | Дарвин                     | 2:06.45 | Злато  |
| 50m Backstroke  | 2011   | Arafura Games                            | Дарвин                     | 31.85   | Сребро |
| 200m Freestyle  | 2011   | Can-Am Championships                     | САД                        |         | Злато  |
| 100m Freestyle  | 2011   | Can-Am Championships                     | САД                        |         | Злато  |
| 50m Freestyle   | 2011   | Can-Am Championships                     | САД                        |         | Злато  |
| 100m Backstroke | 2011   | Can-Am Championships                     | САД                        |         | Bronze |
| 200m Freestyle  | 2011   | Para Pan Pacific Championships           | Канада                     | 2:01.54 | Злато  |
| 50m Freestyle   | 2011   | Para Pan Pacific Championships           | Канада                     | 25.68   | Злато  |
| 100m Freestyle  | 2011   | Para Pan Pacific Championships           | Канада                     | 55.53   | Злато  |
| 100m Freestyle  | 2012   | EnergyAustralia Swimming Championships   | Аделајде                   | 54.38   | Злато  |
| 200m Freestyle  | 2012   | Параолимпијске игре                      | Лондон                     | 1:59.62 | Сребро |
| 200m Freestyle  | 2013   | World Championships                      | Монтреал                   | 2:00.57 | Злато  |
| 200m Freestyle  | 2014   | Commonwealth Games                       | Сочи                       | 1:57.89 | Злато  |
| 200m Freestyle  | 2014   | Para Pan Pacific Championships           | Сочи                       | 1:59.09 | Злато  |
| 50m Freestyle   | 2014   | Para Pan Pacific Championships           | Сочи                       | 24.77   | Злато  |
| 100m Freestyle  | 2014   | Para Pan Pacific Championships           | Сочи                       | 54.69   | Злато  |
| 100m Backstroke | 2014   | Para Pan Pacific Championships           | Сочи                       | 1:07.18 | Бронза |
| 100m Freestyle  | 2015   | Australian Swimming Championships        | Сиднеј                     | 53.53   | Бронза |
| 200m Freestyle  | 2015   | Australian Swimming Championships        | Сиднеј                     | 1:59.32 | Злато  |
| 200m Freestyle  | 2016   | Параолимпијске игре                      | Рио де Женеиро             | 1:56.69 | Бронза |